# Чучимир
Чучимир (грч. Τζουτζημέρης) је био српски кнез Травуније, који је владао током прве половине X века.
Био је унук Крајине (сина Белоја који је владао облашћу између дубровачког залеђа и Боке Которске са центром у данашњем Требињу) и кћерке кнеза Србије Властимира, међу којима је склопљен брак пре средине IX века. Наследио је свог оца Хвалимира на месту кнеза Травуније, а обојица су познати само по имену и помиње их само византијски цар Константин Порфирогенит у свом делу „О управљању Царством“.

## Извори и литература